# Creatinin
Creatinin là một sản phẩm cặn bã được đào thải duy nhất qua thận. Nguồn gốc của nó là từ creatin được tổng hợp ở gan sau đó nó được phosphoryl hóa ở gan thành creatinphosphate và được vận chuyển theo máu đến dự trữ ở cơ và dùng trong quá trình co cơ. Do vậy creatinphosphat có cả ở trong gan và cơ.

## Quá trình thoái biến
Sự thoái biến creatinphosphate tạo ra creatinin, và creatinin được đào thải qua thận. Có 2 quá trình thoái biến chính để tạo ra creatinin:
- Trong quá trình co cơ thì ATP được tạo ra một phần nhờ creatinphosphat: Creatinphosphate + ADP -> ATP + Creatin. Sau đó creatin loại nước và đóng vòng tạo ra creatinin.
- Creatinphosphate còn loại gốc phosphate sau đó đóng vòng mà không cần enzym để tạo thành creatinin. Cuối cùng, creatinin vào máu đến thận và thải qua nước tiểu.

Trong lâm sàng việc xét nghiệm creatinin máu có vai trò quan trọng: nó là giá trị chẩn đoán và tiên lượng bệnh viêm thận mãn tính, xét nghiệm creatinin thường đi kèm với xét nghiệm ure để đánh giá chức năng lọc của thận được chính xác.
Phản ứng giữa arginin và glycin xảy ra ở mô thận, tạo ra ornithin và guanido acetic acid (glycocyamin), sau đó glycocyamin được đưa vào máu rồi chuyển đến gan và được chuyển hóa thành creatin. Sau đó nó được phosphoryl hóa ở gan thành creatinphosphate và được vận chuyển theo máu và được tế bào cơ hấp thụ. Trong quá trình co cơ thì ATP được tạo ra một phần nhờ creatinphosphat: Creatinphosphate + ADP -> ATP + Creatin. Sau đó creatin loại nước và đóng vòng tạo ra creatinin.
Sự tạo thành creatinin phụ thuộc vào khối lượng cơ (đàn ông nhiều hơn phụ nữ). Creatinin được lọc qua cầu thận, không tái hấp thu ở ống thận và được thải ra nước tiểu, vì vậy xét nghiệm creatinin máu có tác dụng đánh giá chức năng lọc của cầu thận và theo dõi tiến triển của chức năng thận (urê máu không đáng lo ngại nếu creatinin máu bình thường; nếu có creatinin máu tăng thì cần thăm dò chức năng thận kỹ hơn).